# Nicky Byrne
Pour les articles homonymes, voir Byrne.
Nicky Byrne, de son vrai nom Nicholas Bernard James Adam Byrne, né le 9 octobre 1978 à Dublin, est un chanteur, danseur, animateur de télévision, auteur-compositeur et acteur irlandais. Nicky est l'un des cinq membres fondateurs du groupe Westlife, avec Shane Filan, Kian Egan, Mark Feehily et Brian McFadden (qui a quitté le groupe en 2004).
Il a représenté l'Irlande au 61e concours de l'Eurovision à Stockholm, en Suède le 12 mai, avec le titre "Sunlight". Il ne sera finalement pas qualifié pour la finale du 14 mai.